# Rallye Safari 1977
Le Rallye Safari 1977 (25th East African Safari), disputé du 7 au 11 avril 1977, est la quarante-cinquième manche du championnat du monde des rallyes (WRC) courue depuis 1973, et la quatrième manche du championnat du monde des rallyes 1977. C'est également la cinquième des vingt épreuves de la Coupe FIA 1977 des pilotes de rallye, nouvellement créée.

## Contexte avant la course

### Le championnat du monde

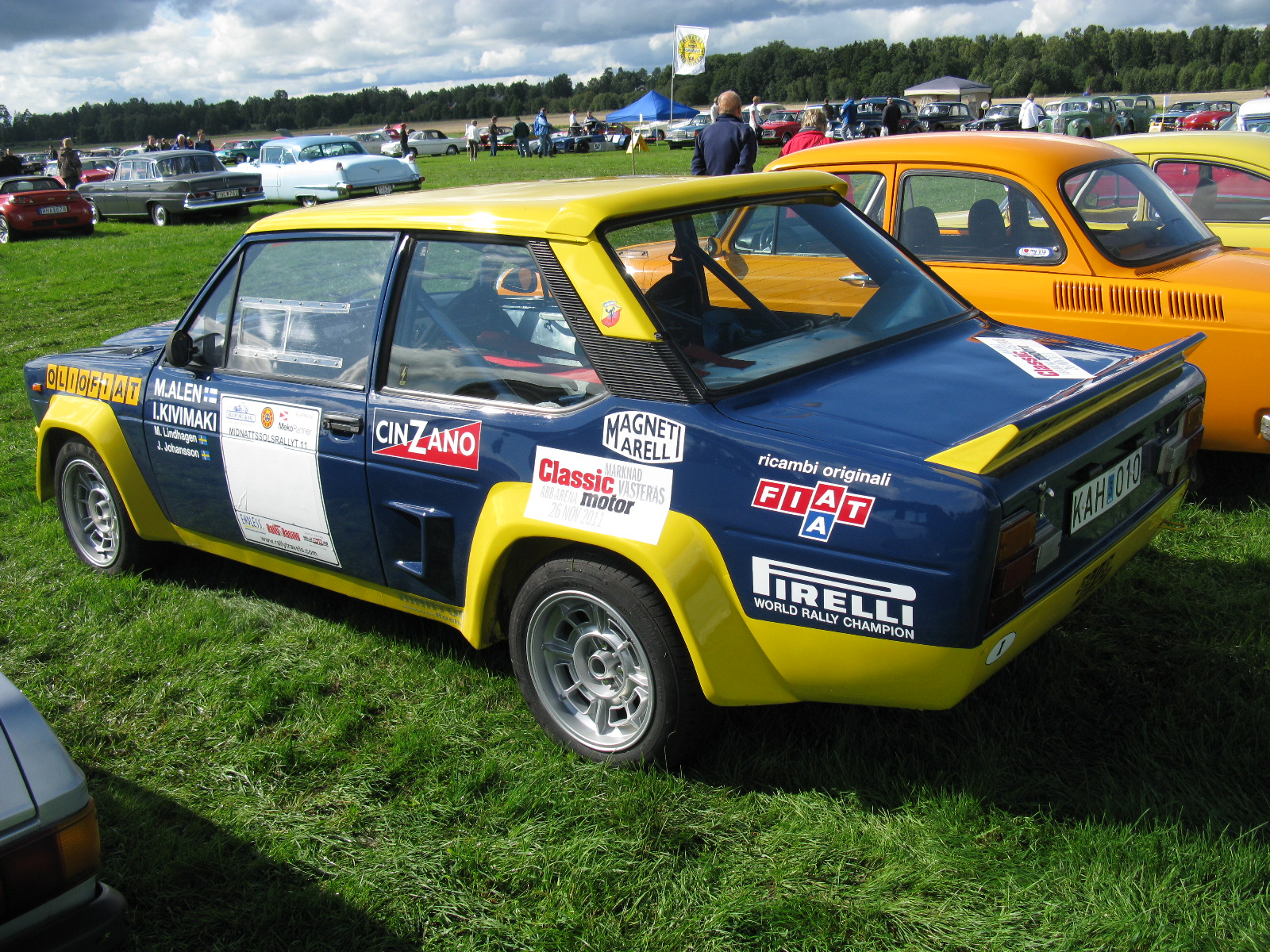
Une réplique de la Fiat 131 Abarth de 1977 lors d'une manifestation historique.

Le championnat mondial des rallyes pour marques 1977 compte onze épreuves internationales (deux épreuves hivernales, six sur terre, deux sur asphalte et une épreuve mixte terre/asphalte), dont huit se disputant en Europe. Créé en 1973, ce championnat a succédé au championnat international des marques. Les épreuves mondiales sont réservées aux voitures des catégories suivantes :
- Groupe 1 : voitures de tourisme de série
- Groupe 2 : voitures de tourisme spéciales
- Groupe 3 : voitures de grand tourisme de série
- Groupe 4 : voitures de grand tourisme spéciales

Au sein de Fiat, la 131 Abarth a succédé à la Stratos (triple championne du monde de 1974 à 1976) pour la conquête du titre constructeurs, le groupe italien ayant renoncé à engager deux marques sur l'ensemble de la saison, le programme 1977 de la Scuderia Lancia se limitant à quelques épreuves notoires comme le Monte-Carlo, le Safari ou le RAC. Grâce à sa victoire au Portugal et ses places d'honneur au Monte-Carlo et en Suède, Fiat est en tête du championnat. Son principal adversaire est Ford, qui peut espérer rattraper ses dix-huit points de retard en cas de succès au Safari, les Escort RS1800 se montrant habituellement très performantes sur ce terrain.

#### Coupe FIA des pilotes
Pour la saison 1977, la FIA a également instauré une Coupe des pilotes, prenant en compte les résultats des onze manches mondiales ainsi que ceux de cinq rallyes du championnat d'Europe et de quatre autres épreuves internationales.

### L'épreuve

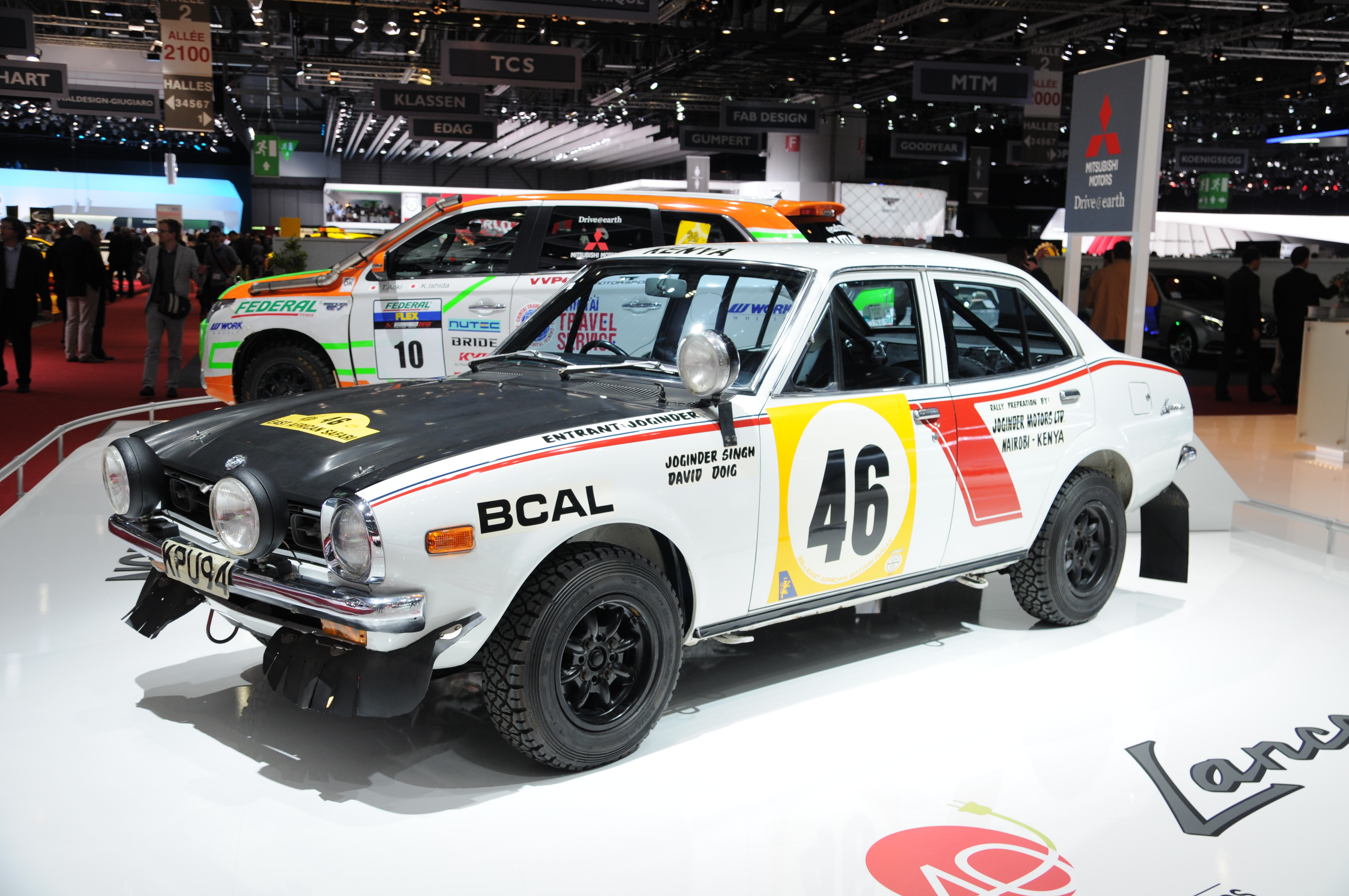
La Mitsubishi Lancer, victorieuse à deux reprises du Safari aux mains de Joginder Singh.

Le 'Safari Rallye' fut créé en 1953 au Kenya sous l'appellation de 'Coronation Safari' en hommage à la reine d'Angleterre, couronnée l'année précédente. En 1960, il fut rebaptisé 'East African Safari', étendant son parcours à la Tanzanie et l'Ouganda, avant de se cantonner à nouveau au territoire kényan à partir de 1974. Disputée presque intégralement sur piste, cette épreuve est réputée pour ses nombreuses difficultés et offre d'excellentes retombées commerciales aux constructeurs. Contrairement aux autres épreuves du championnat du monde, ce rallye ne comporte pas de tronçons chronométrés, le classement s'établissant en fonction des retards des équipages lors des contrôles horaires (C.H.) jalonnant l'itinéraire, par rapport à un temps imparti. Longtemps chasse gardée des pilotes africains, avantagés par leur expérience du terrain, elle n'a été remportée qu'à deux occasions par des Européens, le Finlandais Hannu Mikkola s'étant imposé en 1972, le Suédois Ove Andersson en 1975. Le record de victoires est détenu par le Kényan Joginder Singh, d'origine indienne, qui s'est imposé à trois reprises, en 1965 sur Volvo, puis en 1974 et 1976 sur Mitsubishi.

## Le parcours
- départ : 7 avril 1977 de Nairobi
- arrivée : 11 avril 1977 à Nairobi

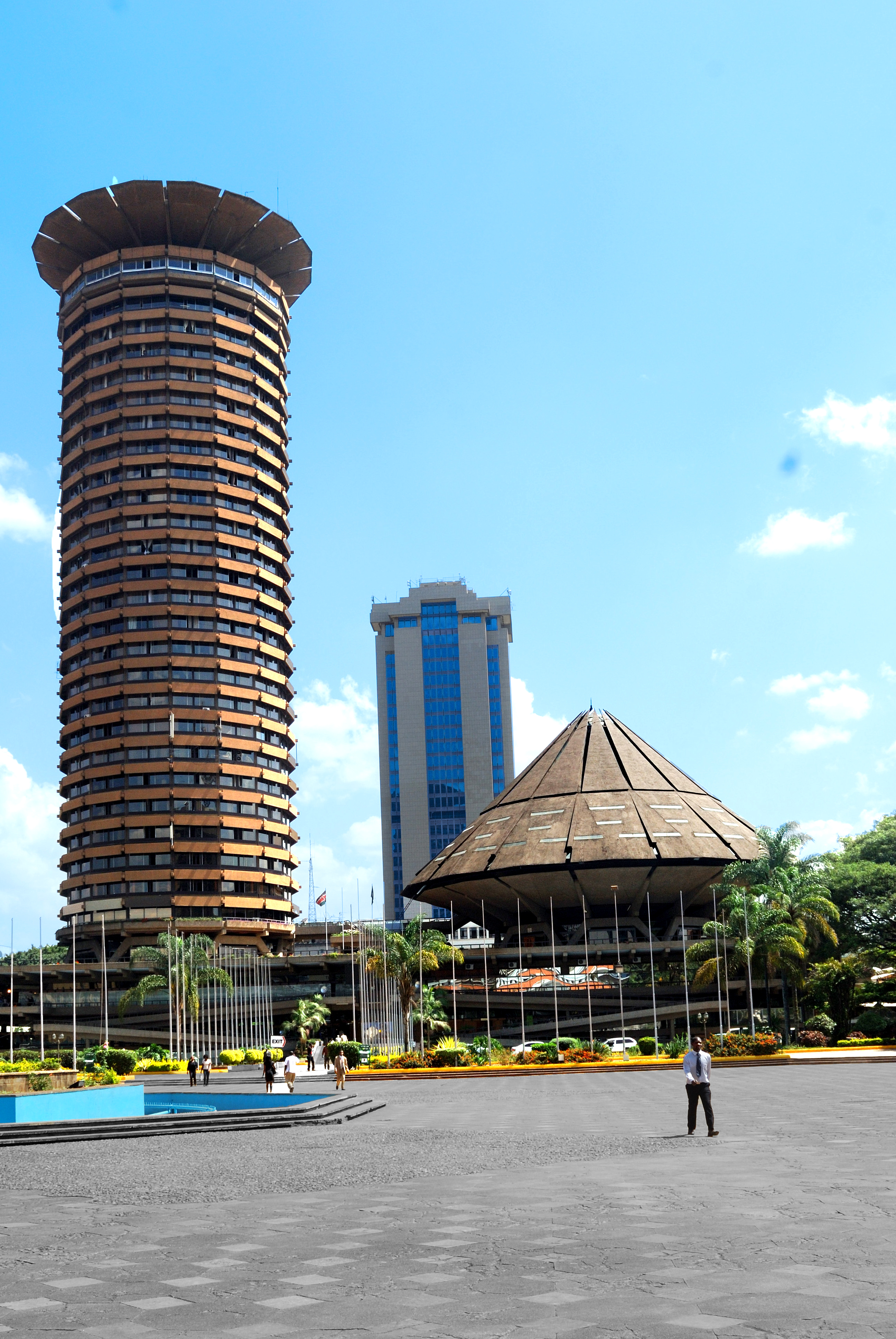
Le KICC de Nairobi, au pied duquel a lieu le départ du Safari.

- distance : environ 5500 km (5999 km initialement prévus)
- surface : terre, boue et rocaille
- Parcours divisé en deux étapes, 82 contrôles horaires[3]

### Première étape
Nairobi - Kisumu - Eldoret - Nakuru - Nairobi, environ 2625 km (2892 km initialement prévus), 41 contrôles horaires, du 7 au 9 avril
- Temps imparti : 27 h 07 min

### Deuxième étape
Nairobi - Mombasa - Embu - Méru - Nairobi, environ 2875 km (3107 km initialement prévus), 41 contrôles horaires, du 10 au 11 avril
- Temps imparti : 28 h 43 min

## Les forces en présence
- Lancia

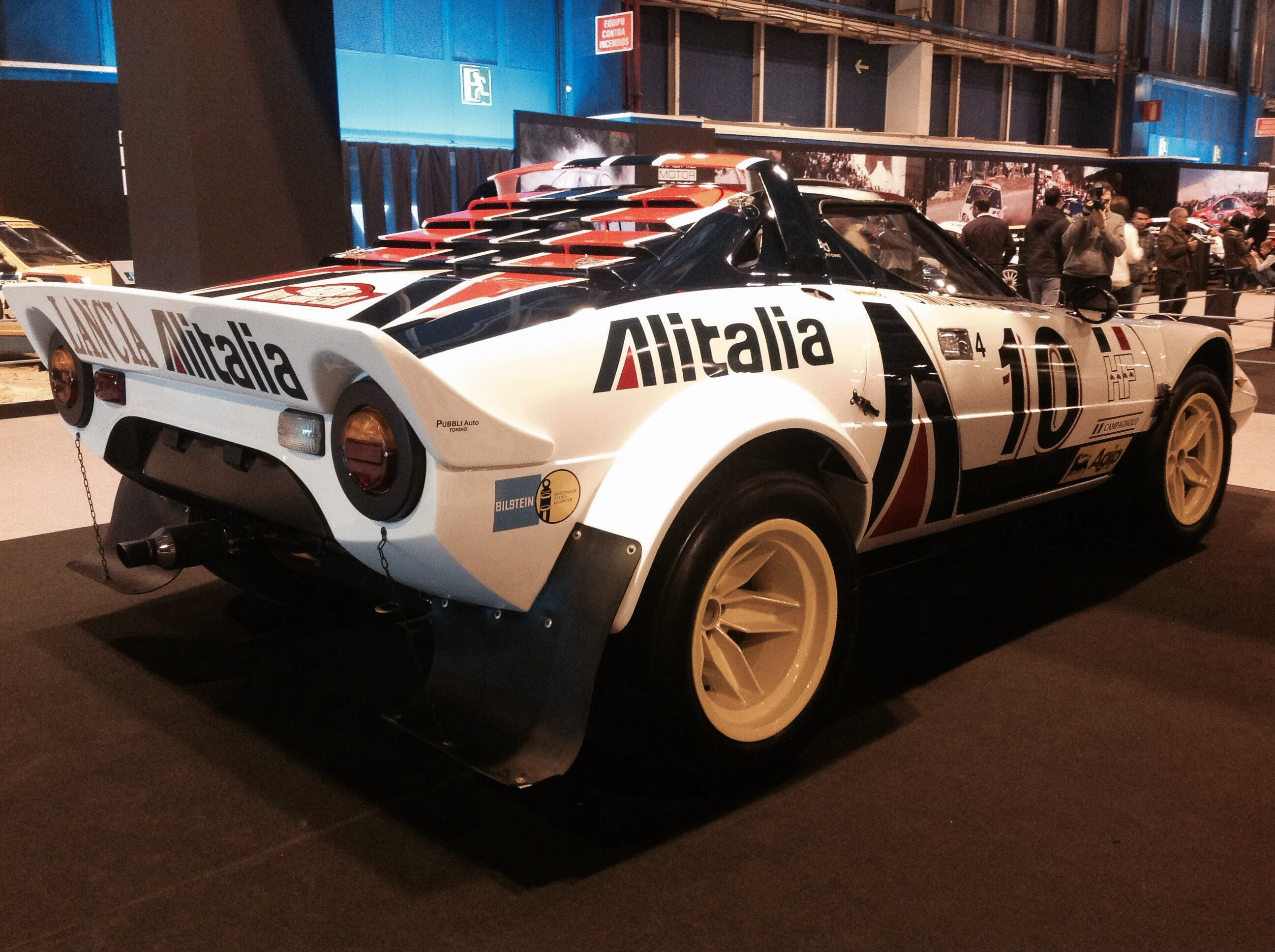
La Lancia Stratos HF, une des favorites de l'épreuve.

Le groupe Fiat n'a pas engagé ses habituelles 131 Abarth, laissant à la Scuderia Lancia le soin de disputer la victoire à son adversaire Ford. Trois Stratos groupe 4 (moteur V6 en position centrale arrière, 2400 cm3, 1100 kg) ont été engagées, dont deux versions 24 soupapes (275 chevaux) pour Sandro Munari et Simo Lampinen et une version 12 soupapes (240 chevaux) pour le pilote local Robin Ulyate. Bien que n'ayant jamais remporté le Safari, les Stratos se sont toujours montrées compétitives sur les pistes kényanes et possèdent de réelles chances de s'imposer ici, l'équipe Lancia ayant déployé d'importants moyens et commencé les reconnaissances sur place deux mois avant le départ avec Munari. Elles sont équipées de pneus Pirelli M+S.
- Ford

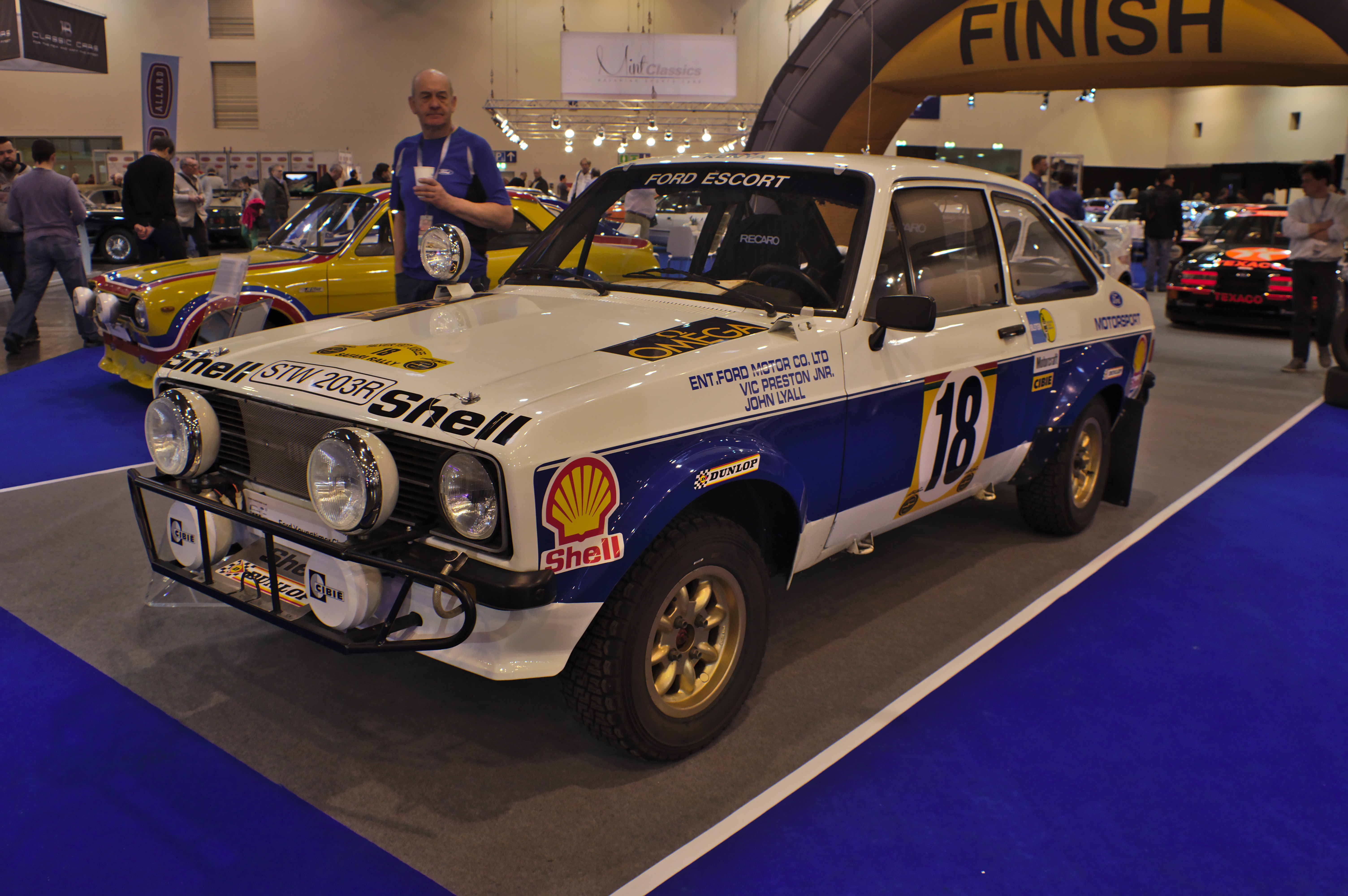
Quatre Escort RS groupe 4 officielles seront au départ ; ici celle de Vic Preston.

Ford a spécialement préparé quatre Escort RS1800 groupe 4 pour l'épreuve africaine. Elles sont légèrement moins puissantes (environ 225 chevaux) que les modèles vus au Portugal et pèsent 1100 kg. Équipées de pneus Dunlop à carcasse renforcée, elles sont confiées aux pilotes habituels Björn Waldegård, Roger Clark et Ari Vatanen, épaulés par le Kényan Vic Preston Jr.
- Peugeot

La marque de Sochaux a déployé d'importants moyens pour la seule épreuve mondiale de son programme : elle dispose de deux coupés 504 V6 groupe 4 (moteur 2700 cm3, trois carburateurs, 220 chevaux, 1320 kg) confiés à Timo Mäkinen et Jean-Pierre Nicolas, ainsi que de deux berlines 504 groupe 4 (1300 kg, moteur deux litres à injection, 170 chevaux) pour Hannu Mikkola et le pilote tanzanien Bert Shankland. Peugeot a également confié l'ancienne 504 de Nicolas (140 chevaux) au pilote français Jean Guichet. Toutes ces voitures sont équipées de pneus Michelin retaillés pour la piste.
- Mitsubishi

L'importateur local de la marque japonaise a engagé quatre modèles identiques à la voiture victorieuse l'année précédente ; il s'agit de robustes Lancer 1600 groupe 4 (environ 1000 kg, 1600 cm3, 170 chevaux). Elles sont confiées au triple vainqueur Joginder Singh, son frère Davinder Singh, Andrew Cowan et Kenjirō Shinozuka. Les Mitsubishi officielles sont chaussées de pneus Yokohama 'Rally Master'.
- Datsun

La marque du groupe Nissan engage officiellement cinq coupés Violet 710 groupe 4, baptisés 160J SSS en Europe et en Afrique. Rauno Aaltonen et Howard Lawrence-Brown disposent de versions seize soupapes (205 chevaux, 1200 kg), tandis qu'Harry Källström, Shekhar Mehta et Zully Remtulla se contentent des versions huit soupapes (172 chevaux). Ces voitures sont chaussées de pneus Dunlop fabriqués au Japon. Engagé à titre privé, Rob Collinge dispose également d'un coupé groupe 4 en version huit soupapes. En groupe 2, on note la présence de Johnny Hellier sur une ancienne berline 1600 SSS.
- Opel

Représentant officiellement la marque allemande, l'Euro Händler Team a fait l'impasse sur l'épreuve africaine, l'équipe concentrant ses ressources sur la fiabilisation des Kadett GT/E groupe 4 après les résultats catastrophiques du dernier rallye Monte-Carlo. Le constructeur est néanmoins représenté par l'importateur local 'Ryce Motors Ltd' qui a préparé quatre voitures (deux Kadett et deux Ascona), dont la Kadett GT/E utilisée en 1976 par Aaltonen, équipée cette année d'une culasse 'cross-flow'. Développant 200 chevaux pour un poids de 1050 kg, elle est pilotée par le Suisse Hans Ruedin. Le Kényan Prem Choda dispose quant à lui d'une des deux Ascona groupe 4, équipées des mêmes moteurs que les Kadett.

## Déroulement de la course

### Première étape

#### Nairobi - Kisumu
Soixante-treize équipages étaient inscrits, mais seulement soixante-et-un s'élancent de Nairobi le jeudi, à partir de seize heures, en direction du nord. Il pleut depuis trois jours, les pistes sont détrempées, et peu après le départ, entre Olepolos et Narok, les concurrents doivent franchir de véritables bourbiers, qui vont sérieusement retarder une partie des favoris. Au contrôle de Narok (C.H. n°3), Hannu Mikkola et sa Peugeot 504 ont pris la tête de l'épreuve, juste devant la Ford Escort de Vic Preston, le coupé 504 de Jean-Pierre Nicolas et la Datsun de Rauno Aaltonen. Björn Waldegård (Escort) a déjà perdu vingt-sept minutes au passage d'un gué, tandis que Sandro Munari (Lancia Stratos) en a perdu quarante-deux après s'être enlisé deux fois. Roger Clark a également enlisé sa Ford Escort et accumulé plus de vingt minutes de retard, tout comme Timo Mäkinen, pénalisé de vingt-cinq minutes, qui va d'ailleurs abandonner peu après, le moteur de son coupé 504 V6 ayant été endommagé à cause d'une fuite d'huile peu avant Kisu. C'est une première alerte pour l'équipe Peugeot, qui peu après subit les abandons de Jean Guichet (dont la voiture s'est retournée à la sortie d'un bourbier) et surtout de Mikkola, dont la distribution cède près du contrôle de Kisumu. Son coéquipier Nicolas le relaie en tête de la course, avec une mince avance sur la Lancia de Simo Lampinen et l'Escort d'Ari Vatanen. Waldegård a effectué une spectaculaire remontée, ayant repris vingt minutes aux voitures de tête ; il a réduit son retard à six minutes et occupe la quatrième place, juste devant son coéquipier Preston, premier pilote local, qui a été retardé par un pare-brise cassé. Munari a encore perdu du temps sur ce secteur, privé de freins pendant trois cents kilomètres, à cause d'amas de boue sur les disques. A ce stade de la course, dix-huit équipages ont déjà renoncé.

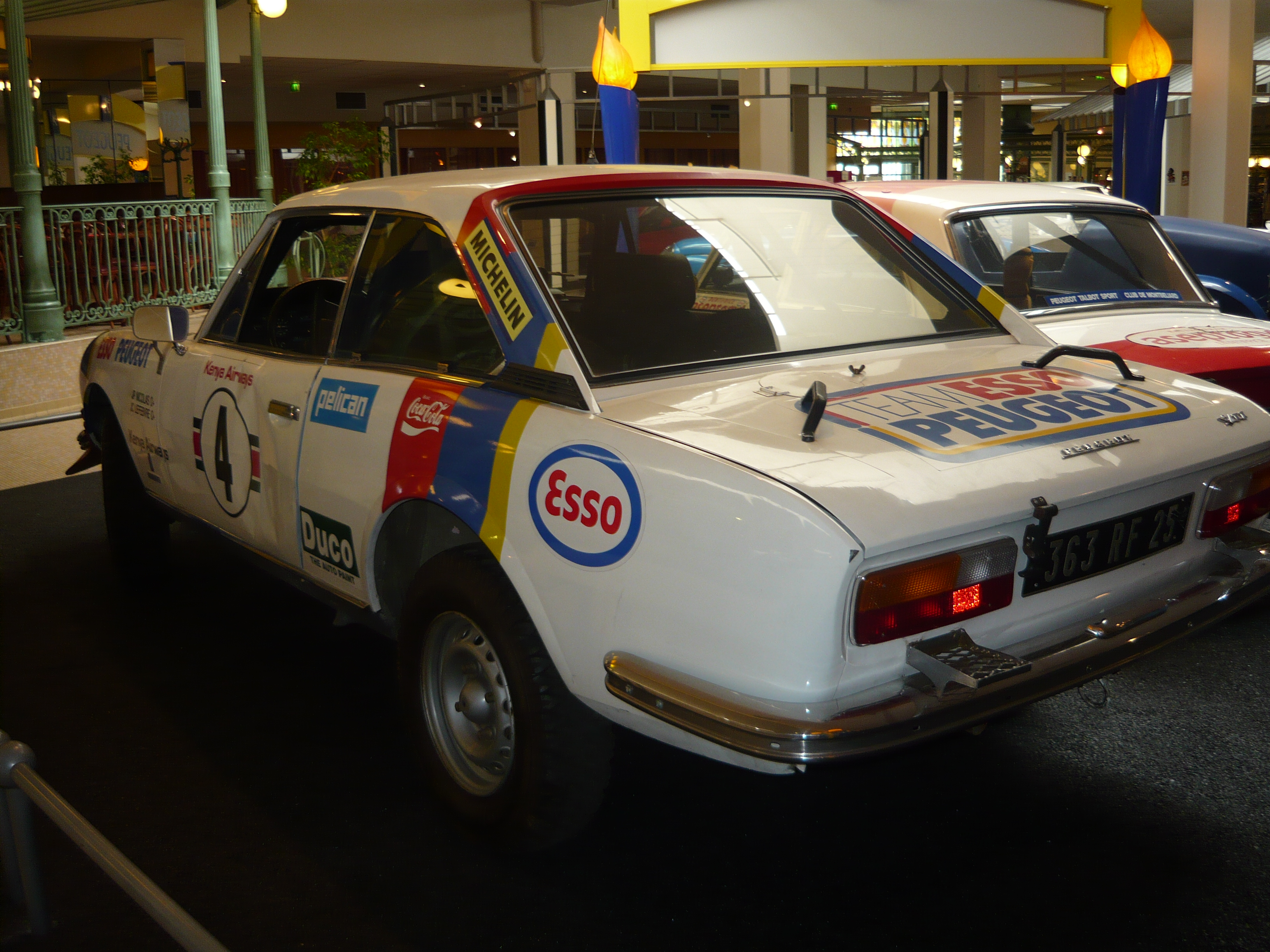
Un coupé 504 V6 groupe 4 semblable à celui de Jean-Pierre Nicolas, en tête au contrôle de Kisumu.

| Pos. | Pilote              | Copilote         | Voiture               | Groupe | Écart   |
| ---- | ------------------- | ---------------- | --------------------- | ------ | ------- |
| 1    | Jean-Pierre Nicolas | Jean Todt        | Peugeot 504 V6 coupé  | 4      |         |
| 2    | Simo Lampinen       | Solve Andreasson | Lancia Stratos HF     | 4      | + 3 min |
| 2=   | Ari Vatanen         | Atso Aho         | Ford Escort RS1800    | 4      | + 3 min |
| 4    | Björn Waldegård     | Hans Thorszelius | Ford Escort RS1800    | 4      | + 6 min |
| 5    | Vic Preston Jr      | John Lyall       | Ford Escort RS1800    | 4      | + 8 min |
| 6    | Roger Clark         | Jim Porter       | Ford Escort RS1800    | 4      |         |
| 7    | Rob Collinge        | Anton Levitan    | Datsun 160J SSS coupé | 4      |         |
| 8    | Sandro Munari       | Silvio Maiga     | Lancia Stratos HF     | 4      |         |

#### Kisumu - Eldoret
Avec quatre voitures aux six premières places, l'équipe Ford semble en position de force, d'autant que les Escort se montrent particulièrement à l'aise en terrain boueux. Leurs pilotes vont toutefois devoir lever le pied, la boue obstruant les radiateurs risquant de provoquer une surchauffe du moteur à pleine puissance. Waldegård et Preston parviennent toutefois à garder le contact avec la Peugeot de Nicolas, mais Clark va perdre beaucoup de temps à cause d'une pompe à eau défectueuse. Pour Vatanen, c'est plus grave encore : un peu avant Kitale, un demi-arbre de roue casse, et son assistance va passer beaucoup de temps à remplacer cette pièce ainsi que le différentiel, également touché. L'équipage finlandais repartira très attardé. Lampinen connaît également quelques soucis : il perd tout d'abord trente-sept minutes à cause d'un support d'alternateur cassé sur sa Stratos, avant de connaître des problèmes de refroidissement moteur à cause de la boue obstruant le radiateur. Waldegård et Preston occupent donc les seconde et troisième place dernière Nicolas. Leur assistance a résolu les problèmes de radiateur et les deux équipages rattrapent progressivement Nicolas, qui ne veut prendre aucun risque à ce stade de la course. Au contrôle d'Iten, Waldegård s'empare de la première place, ayant repris dix-huit minutes en cent vingt kilomètres ! Un peu plus tard, c'est au tour de Preston de dépasser Nicolas, qui commence à avoir des soucis avec son embrayage.

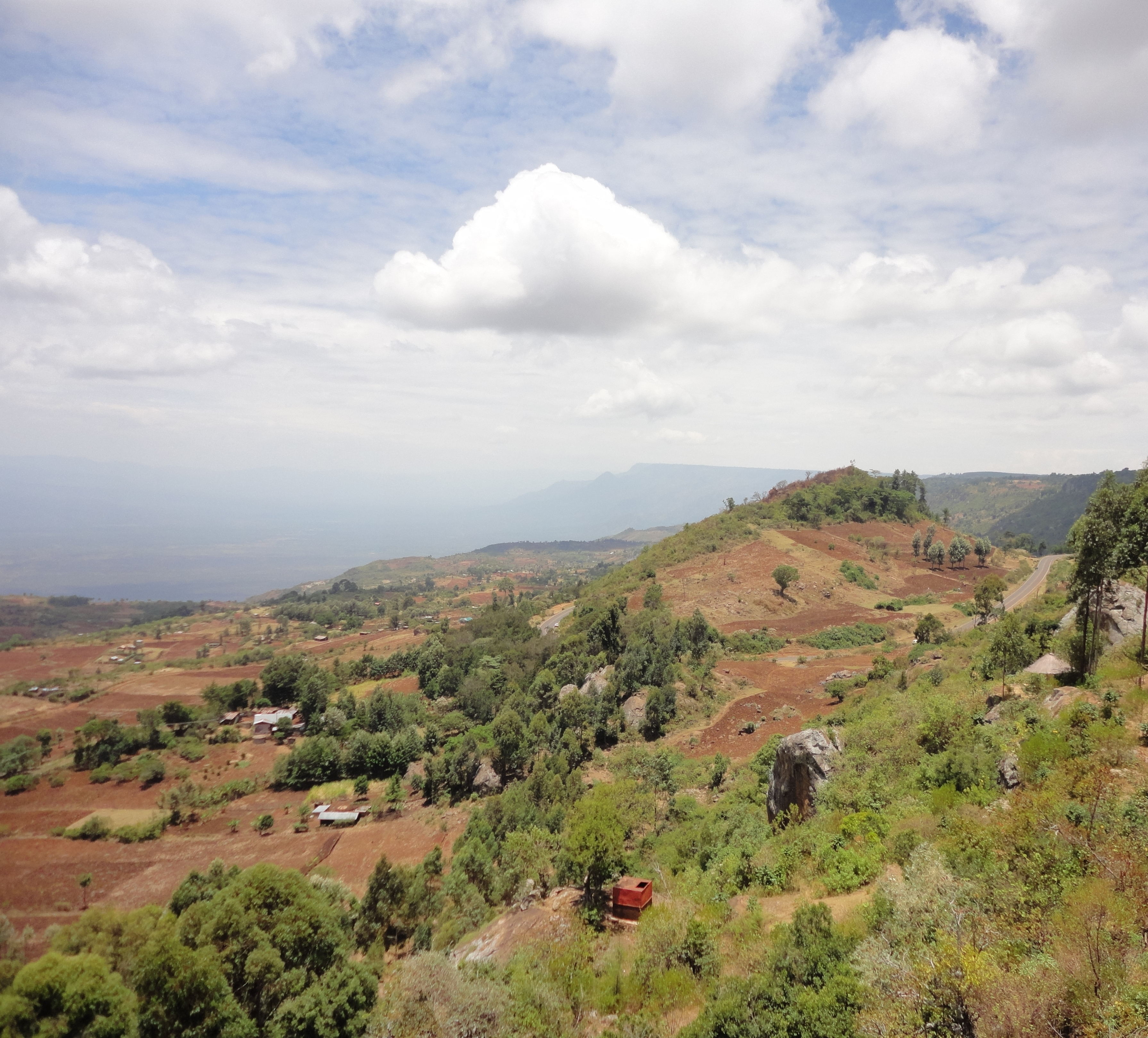
Le passage d'Iten, où Waldegård s’est emparé du commandement de la course.

Eldoret marque la mi-étape, avec au commandement les deux Ford Escort de Waldegård et Preston, qui devancent le coupé 504 de Nicolas et la Datsun de Rauno Aaltonen, auteur d'une belle remontée. Lampinen a chuté à la cinquième place, devant Andrew Cowan sur la mieux placée des cinq Mitsubishi d'usine. Retardé en début de parcours, Harry Källström était remonté en huitième position, avant de terminer sa course dans un bourbier à la suite d'une panne d'éclairage de sa Datsun.
| Pos. | Pilote              | Copilote         | Voiture                | Groupe |
| ---- | ------------------- | ---------------- | ---------------------- | ------ |
| 1    | Björn Waldegård     | Hans Thorszelius | Ford Escort RS1800     | 4      |
| 2    | Vic Preston Jr      | John Lyall       | Ford Escort RS1800     | 4      |
| 3    | Jean-Pierre Nicolas | Jean Todt        | Peugeot 504 V6 coupé   | 4      |
| 4    | Rauno Aaltonen      | Lofty Drews      | Datsun 160J SSS coupé  | 4      |
| 5    | Simo Lampinen       | Solve Andreasson | Lancia Stratos HF      | 4      |
| 6    | Andrew Cowan        | Paul White       | Mitsubishi Colt Lancer | 4      |
| 7    | Sandro Munari       | Silvio Maiga     | Lancia Stratos HF      | 4      |
| 8    | Joginder Singh      | David Doig       | Mitsubishi Colt Lancer | 4      |
| 9    | Davinder Singh      | Chris Bates      | Mitsubishi Colt Lancer | 4      |
| 10   | Bert Shankland      | Brian Barton     | Peugeot 504            | 4      |

#### Eldoret - Nairobi
Les conditions de routes sont toujours aussi éprouvantes pour cette seconde moitié d'étape, et les organisateurs vont quelque peu modifier le parcours, évitant les pistes inondées. Les deux Ford de tête confortent leur avance, tandis que sur la Peugeot de Nicolas les problèmes d'embrayage ne s'arrangent pas, le patinage devenant très critique. Nicolas parvient néanmoins à conserver sa troisième place jusqu'à Marigat, où les concurrents vont emprunter un nouvel itinéraire ralliant directement Nakuru. Clark doit alors renoncer, son moteur ayant surchauffé à la suite d'une nouvelle défaillance de la pompe à eau. Lampinen abandonne également à cause d'une surchauffe moteur, ainsi que l'ancien vainqueur Shekhar Mehta, déjà retardé en début de course à cause de problèmes électriques, qui a coulé une bielle de sa Datsun. La dernière partie d'étape s'avère particulièrement difficile. À Sagana, les concurrents se retrouvent face à un gué d'environ deux cents mètres de long et de plus d'un mètre de profondeur ! Seul le très expérimenté Joginder Singh parvient à le franchir sans encombre au volant de sa Mitsubishi, les autres équipages le traversant laborieusement, guidés par des personnes jalonnant les points de passage et indiquant la profondeur... À la limite de la mise hors course après ses nombreux déboires, Vatanen renonce alors. Samedi matin, seules quinze voitures parviennent à rallier Nairobi, terme de cette première étape, avec un retard considérable sur l'horaire prévu. Waldegård a conservé la tête de la course. Il compte désormais une heure et quart d'avance sur la Datsun d'Aaltonen. Derrière, les positions sont très resserrées entre Nicolas, Cowan et Munari, bien revenu. Longtemps immobilisé dans le bourbier de Sagana, Preston a perdu toutes ses chances de bien figurer, comptant désormais près de trois heures de retard sur son coéquipier.
| Pos. | Pilote              | Copilote           | Voiture                | Groupe | Pénalisations | Écart         |
| ---- | ------------------- | ------------------ | ---------------------- | ------ | ------------- | ------------- |
| 1    | Björn Waldegård     | Hans Thorszelius   | Ford Escort RS1800     | 4      | 7 h 04 min    |               |
| 2    | Rauno Aaltonen      | Lofty Drews        | Datsun 160J SSS coupé  | 4      | 8 h 18 min    | + 1 h 14 min  |
| 3    | Jean-Pierre Nicolas | Jean Todt          | Peugeot 504 V6 coupé   | 4      | 8 h 40 min    | + 1 h 36 min  |
| 4    | Andrew Cowan        | Paul White         | Mitsubishi Colt Lancer | 4      | 8 h 41 min    | + 1 h 37 min  |
| 5    | Sandro Munari       | Silvio Maiga       | Lancia Stratos HF      | 4      | 8 h 44 min    | + 1 h 40 min  |
| 6    | Joginder Singh      | David Doig         | Mitsubishi Colt Lancer | 4      | 9 h 35 min    | + 2 h 31 min  |
| 7    | Vic Preston Jr      | John Lyall         | Ford Escort RS1800     | 4      | 9 h 49 min    | + 2 h 45 min  |
| 8    | Davinder Singh      | Chris Bates        | Mitsubishi Colt Lancer | 4      | 10 h 19 min   | + 3 h 15 min  |
| 9    | Robin Ulyate        | Ian Street         | Lancia Stratos HF      | 4      | 10 h 32 min   | + 3 h 28 min  |
| 10   | Bert Shankland      | Brian Barton       | Peugeot 504            | 4      | 11 h 11 min   | + 4 h 07 min  |
| 11   | Zully Remtulla      | Nizar Jivani       | Datsun 160J SSS coupé  | 4      | 12 h 57 min   | + 5 h 53 min  |
| 12   | Rob Collinge        | Anton Levitan      | Datsun 160J SSS coupé  | 4      | 13 h 07 min   | + 6 h 03 min  |
| 13   | Kenjirō Shinozuka   | Quentin Thompson   | Mitsubishi Colt Lancer | 4      | 20 h 55 min   | + 13 h 51 min |
| 14   | Yoshio Iwashita     | Yoshimasa Nakahara | Datsun Violet 710      | 4      | 21 h 05 min   | + 14 h 01 min |
| 15   | Johnny Hellier      | Kanti Shah         | Datsun 1600 SSS        | 2      | 21 h 11 min   | + 14 h 07 min |

### Deuxième étape
Les quinze concurrents rescapés repartent pour la boucle sud dans la nuit de samedi à dimanche. Avec plus d'une heure d'avance sur ses poursuivants, Waldegård possède une marge confortable, mais derrière la lutte pour la seconde place est serrée entre Aaltonen, Nicolas, Cowan et Munari. Dans ce groupe, Nicolas est le premier à lâcher prise, devant faire remplacer le pont de sa 504. Il peut repartir, assez attardé, mais n'ira pas plus loin que Malindi, joint de culasse claqué. Ulyate abandonne peu après, avant d'arriver à Mombasa, le moteur de sa Lancia Stratos ayant surchauffé alors qu'il occupait la septième place. Ford perd également une de ses deux voitures encore en course, Preston devant renoncer à mi-étape sur bris de boîte de vitesses. La pluie est incessante, et les organisateurs modifient à nouveau le parcours, la piste initialement prévue étant devenue totalement impraticable. Les douze équipages rescapés sont autorisés à rallier directement Embu, par la route nationale. Entre Embu et Méru, Waldegård adopte un rythme relativement prudent, contrôlant le retour d'Aaltonen qui va se rapprocher à quarante minutes de la Ford. Peu avant Méru, de nouveaux passages difficiles vont retarder les équipages ; Waldegård encaisse cinquante-cinq minutes de pénalisations supplémentaires mais Aaltonen perd encore plus de temps et se retrouve à nouveau avec plus d'une heure de retard sur le pilote suédois. La fin de parcours n'apporte pas de changement, et malgré un dernier forcing d'Aaltonen, qui revient à trente-cinq minutes, Waldegård rejoint Nairobi en grand vainqueur, ayant dominé les trois quarts de l'épreuve.

### Classement général
| Pos | No | Pilote            | Copilote         | Voiture                | Pénalisations | Écart         | Groupe |
| --- | -- | ----------------- | ---------------- | ---------------------- | ------------- | ------------- | ------ |
| 1   | 1  | Björn Waldegård   | Hans Thorszelius | Ford Escort RS1800     | 11 h 05 min   |               | 4      |
| 2   | 17 | Rauno Aaltonen    | Lofty Drews      | Datsun 160J SSS coupé  | 11 h 40 min   | + 35 min      | 4      |
| 3   | 7  | Sandro Munari     | Piero Sodano     | Lancia Stratos HF      | 13 h 14 min   | + 2 h 09 min  | 4      |
| 4   | 3  | Andrew Cowan      | Paul White       | Mitsubishi Colt Lancer | 13 h 16 min   | + 2 h 11 min  | 4      |
| 5   | 10 | Joginder Singh    | David Doig       | Mitsubishi Colt Lancer | 14 h 12 min   | + 3 h 07 min  | 4      |
| 6   | 20 | Davinder Singh    | Chris Bates      | Mitsubishi Colt Lancer | 14 h 34 min   | + 3 h 29 min  | 4      |
| 7   | 16 | Bert Shankland    | Brian Barton     | Peugeot 504            | 17 h 30 min   | + 6 h 25 min  | 4      |
| 8   | 15 | Zully Remtulla    | Nizar Jivani     | Datsun 160J SSS coupé  | 18 h 16 min   | + 7 h 11 min  | 4      |
| 9   | 21 | Rob Collinge      | Anton Levitan    | Datsun 160J SSS coupé  | 20 h 32 min   | + 9 h 27 min  | 4      |
| 10  | 27 | Kenjirō Shinozuka | Quentin Thompson | Mitsubishi Colt Lancer | 27 h 40 min   | + 16 h 35 min | 4      |

### Hommes de tête
- Hannu Mikkola -  Arne Hertz (Peugeot 504) : C.H. 1 à C.H. 10
- Jean-Pierre Nicolas -  Jean Todt (Peugeot 504 V6 coupé) : C.H. 11 à C.H. 20
- Björn Waldegård -  Hans Thorszelius (Ford Escort RS1800) : C.H. 21 à C.H. 82

## Résultats des principaux engagés
| No | Pilote                | Copilote           | Voiture                | Groupe | Classement général                              | Class. groupe |
| -- | --------------------- | ------------------ | ---------------------- | ------ | ----------------------------------------------- | ------------- |
| 1  | Björn Waldegård       | Hans Thorszelius   | Ford Escort RS1800     | 4      | 1er                                             | 1er           |
| 2  | Roger Clark           | Jim Porter         | Ford Escort RS1800     | 4      | ab. dans la 1re étape (courroie de pompe à eau) | -             |
| 3  | Andrew Cowan          | Paul White         | Mitsubishi Colt Lancer | 4      | 4e à 2 h 11 min                                 | 4e            |
| 4  | Simo Lampinen         | Solve Andreasson   | Lancia Stratos HF      | 4      | ab. dans la 1re étape (surchauffe moteur)       | -             |
| 5  | Shekhar Mehta         | Mike Doughty       | Datsun 160J SSS coupé  | 4      | ab. dans la 1re étape (soupape)                 | -             |
| 6  | Robin Ulyate          | Ian Street         | Lancia Stratos HF      | 4      | ab. dans la 2e étape (joint de culasse)         | -             |
| 7  | Sandro Munari         | Silvio Maiga       | Lancia Stratos HF      | 4      | 3e à 2 h 09 min                                 | 3e            |
| 8  | Harry Källström       | Claes Billstam     | Datsun 160J SSS coupé  | 4      | ab. dans la 1re étape (sortie de route)         | -             |
| 9  | Timo Mäkinen          | Henry Liddon       | Peugeot 504 V6 coupé   | 4      | ab. dans la 1re étape (moteur)                  | -             |
| 10 | Joginder Singh        | David Doig         | Mitsubishi Colt Lancer | 4      | 5e à 3 h 07 min                                 | 5e            |
| 11 | Jean-Pierre Nicolas   | Jean Todt          | Peugeot 504 V6 coupé   | 4      | ab. dans la 2e étape (moteur)                   | -             |
| 12 | Hannu Mikkola         | Arne Hertz         | Peugeot 504            | 4      | ab. dans la 1re étape (distribution)            | -             |
| 14 | Ari Vatanen           | Atso Aho           | Ford Escort RS1800     | 4      | ab. dans la 1re étape (hors course)             | -             |
| 15 | Zully Remtulla        | Nizar Jivani       | Datsun 160J SSS coupé  | 4      | 8e à 7 h 11 min                                 | 8e            |
| 16 | Bert Shankland        | Brian Barton       | Peugeot 504            | 4      | 7e à 6 h 25 min                                 | 7e            |
| 17 | Rauno Aaltonen        | Lofty Drews        | Datsun 160J SSS coupé  | 4      | 2e à 35 min                                     | 2e            |
| 18 | Vic Preston Jr        | John Lyall         | Ford Escort RS1800     | 4      | ab. dans la 2e étape (embrayage)                | -             |
| 19 | Howard Lawrence-Brown | Derek Pavely       | Datsun 160J SSS coupé  | 4      | ab. dans la 1re étape (soupape)                 | -             |
| 20 | Davinder Singh        | Chris Bates        | Mitsubishi Colt Lancer | 4      | 6e à 3 h 29 min                                 | 6e            |
| 21 | Rob Collinge          | Anton Levitan      | Datsun 160J SSS coupé  | 4      | 9e à 9 h 27 min                                 | 9e            |
| 22 | Jean Guichet          | Gérard Flocon      | Peugeot 504            | 4      | ab. dans la 1re étape (accident)                | -             |
| 23 | Prem Choda            | Pauru Choda        | Opel Ascona 1.9 SR     | 4      | ab. dans la 1re étape (enlisement)              | -             |
| 25 | Johnny Hellier        | Kanti Shah         | Datsun 1600 SSS        | 2      | 12e à 20 h 04 min                               | 1er           |
| 26 | Yoshio Iwashita       | Yoshimasa Nakahara | Datsun Violet 710      | 4      | 11e à 19 h 05 min                               | 11e           |
| 27 | Kenjirō Shinozuka     | Quentin Thompson   | Mitsubishi Colt Lancer | 4      | 10e à 16 h 35 min                               | 10e           |
| 39 | Hans Ruedin           | Reynolds           | Opel Kadett GT/E       | 4      | ab. dans la 1re étape                           | -             |

## Classement du championnat à l'issue de la course
- attribution des points : 10, 9, 8, 7, 6, 5, 4, 3, 2, 1 respectivement aux dix premières marques de chaque épreuve, additionnés de 8, 7, 6, 5, 4, 3, 2, 1 respectivement aux huit premières de chaque groupe (seule la voiture la mieux classée de chaque constructeur marque des points). Les points de groupe ne sont attribués qu'aux concurrents ayant terminé dans les dix premiers au classement général.
- seuls les huit meilleurs résultats (sur onze épreuves) sont retenus pour le décompte final des points.

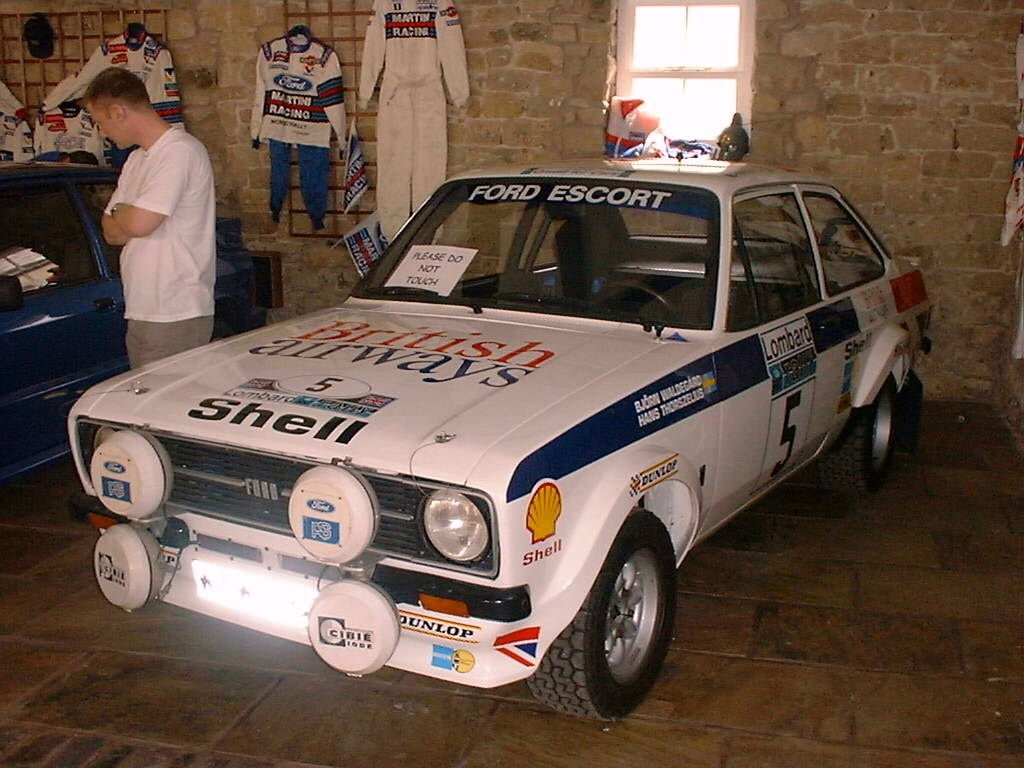
La victoire de l'Escort de Waldegård permet à Ford de rejoindre Fiat en tête du championnat du monde.

| Pos. | Marque         | Points | M-C  | SUE  | POR  | SAF  | NZL | ACR | FIN | QUE | SAN | COR | RAC |
| ---- | -------------- | ------ | ---- | ---- | ---- | ---- | --- | --- | --- | --- | --- | --- | --- |
| 1    | Fiat           | 48     | 9+7  | 7+7  | 10+8 | -    |     |     |     |     |     |     |     |
| 1=   | Ford           | 48     | -    | 6+8  | 9+7  | 10+8 |     |     |     |     |     |     |     |
| 3    | Opel           | 39     | 1+8  | 9+8  | 5+8  | -    |     |     |     |     |     |     |     |
| 4    | Lancia         | 32     | 10+8 | -    | -    | 8+6  |     |     |     |     |     |     |     |
| 5    | Toyota         | 24     | -    | 4+6  | 8+6  | -    |     |     |     |     |     |     |     |
| 6    | Saab           | 18     | -    | 10+8 | -    | -    |     |     |     |     |     |     |     |
| 6=   | Porsche        | 18     | 6+8  | -    | 2+2  | -    |     |     |     |     |     |     |     |
| 8    | Datsun         | 16     | -    | -    | -    | 9+7  |     |     |     |     |     |     |     |
| 9    | Seat           | 14     | 8+6  | -    | -    | -    |     |     |     |     |     |     |     |
| 10   | Mitsubishi     | 12     | -    | -    | -    | 7+5  |     |     |     |     |     |     |     |
| 11   | Alpine-Renault | 10     | 3+7  | -    | -    | -    |     |     |     |     |     |     |     |
| 12   | Volvo          | 8      | -    | 3+5  | -    | -    |     |     |     |     |     |     |     |
| 13   | Peugeot        | 6      | -    | -    | -    | 4+2  |     |     |     |     |     |     |     |
| 14   | Lada           | 4      | -    | 1+3  | -    | -    |     |     |     |     |     |     |     |

### Coupe FIA des pilotes
- attribution des points : 9, 6, 4, 3, 2, 1 respectivement aux six premiers de chaque épreuve. Sont retenus pour le décompte final les cinq meilleurs résultats des onze épreuves mondiales (catégorie A), les deux meilleurs résultats des cinq rallyes sélectifs du Championnat d'Europe (catégorie B) et les deux meilleurs résultats des quatre autres rallyes sélectifs (catégorie C).

| Pos. | Pilote              | Marque | Points | M-C (A) | ARC (B) | SUE (A) | POR (A) | SAF (A) | NZL (A) | ACR (A) | GIR (C) | AFS (C) | POL (B) | FIN (A) | SM (B) | QUE (A) | TdF (B) | SAN (A) | AUS (C) | CAT (B) | COR (A) | RAC (A) | BAN (C) |
| ---- | ------------------- | ------ | ------ | ------- | ------- | ------- | ------- | ------- | ------- | ------- | ------- | ------- | ------- | ------- | ------ | ------- | ------- | ------- | ------- | ------- | ------- | ------- | ------- |
| 1    | Björn Waldegård     | Ford   | 15     | -       | -       | -       | 6       | 9       |         |         |         |         |         |         |        |         |         |         |         |         |         |         |         |
| 2    | Sandro Munari       | Lancia | 13     | 9       | -       | -       | -       | 4       |         |         |         |         |         |         |        |         |         |         |         |         |         |         |         |
| 3    | Ari Vatanen         | Ford   | 9      | -       | 9       | -       | -       | -       |         |         |         |         |         |         |        |         |         |         |         |         |         |         |         |
| 3=   | Stig Blomqvist      | Saab   | 9      | -       | -       | 9       | -       | -       |         |         |         |         |         |         |        |         |         |         |         |         |         |         |         |
| 3=   | Markku Alén         | Fiat   | 9      | -       | -       | -       | 9       | -       |         |         |         |         |         |         |        |         |         |         |         |         |         |         |         |
| 3=   | Jean-Claude Andruet | Fiat   | 9      | 6       | -       | -       | 3       | -       |         |         |         |         |         |         |        |         |         |         |         |         |         |         |         |
| 7    | Tapio Rainio        | Saab   | 6      | -       | 6       | -       | -       | -       |         |         |         |         |         |         |        |         |         |         |         |         |         |         |         |
| 7=   | Bror Danielsson     | Opel   | 6      | -       | -       | 6       | -       | -       |         |         |         |         |         |         |        |         |         |         |         |         |         |         |         |
| 7=   | Rauno Aaltonen      | Datsun | 6      | -       | -       | -       | -       | 6       |         |         |         |         |         |         |        |         |         |         |         |         |         |         |         |